# Alias (Musiker)
Alias, bürgerlich Brendon Whitney, (* 5. April 1976 in Hollis, Maine; † 30. März 2018 in Portland, Oregon) war ein US-amerikanischer Rapper und Produzent in den Bereichen Hip-Hop und Electronica. Er war Gründungsmitglied des Anticon-Kollektivs.

## Leben
Brendon Whitney kam 1976 als Sohn einer Organistin und eines Jazz-Musikers auf die Welt. Er interessierte sich schon früh für Musik aller Art, allerdings gab es in dem Ort Hollis wenige Möglichkeiten, seinen Interessen nachzugehen. Seine Liebe zum Hip-Hop wurde durch eine Fernseh-Show des US-amerikanischen TV-Senders NBC geweckt, in der einige kurze Rap-Videoclips zu sehen waren. Begeistert von dieser Musikrichtung, begann er Hip-Hop-Magazine zu lesen und bekam zu Weihnachten 1992 seinen ersten Drumcomputer geschenkt.
Ab seinem siebzehnten Lebensjahr begann Whitney aktiv selber zu rappen und zu produzieren. Er lernte mehrere gleichgesinnte Musiker kennen und gründete 1998 die Gruppe Deep Puddle Dynamics zusammen mit Slug, Sole und DoseOne. Ein Jahr nach der Gründung erschien das Debütalbum der Gruppe, The Taste of Rain... Why Kneel? über das von Alias mitgegründete Label Anticon.
Er starb am 30. März 2018 mit 41 Jahren an einem Herzinfarkt.

## Musikalisches Schaffen

### Eigene Alben
2002 erscheint das erste und bisher einzige Rapalbum von Alias, The Other Side of the Looking Glass über Anticon. Wie der Großteil der anderen Anticon-Veröffentlichungen zeichnet sich auch The Other Side of the Looking Glass durch sehr abstrakte Liedstrukturen und Lyrics aus. Einziger Feature-Gast ist Labelkollege DoseOne von Themselves. Das Album kann dem Alternative Hip-Hop zugeordnet werden.
Im Jahr 2003 erscheint sein zweites Album Muted, ebenfalls über Anticon. Es ist sein erstes Instrumentalalbum. Gastbeiträge liefern Keyboarder Dax Pierson, der Rapper The Pedestrian und der Sänger Markus Acher von The Notwist. Der Song Sixes Last wird als Single ausgekoppelt.
Sein drittes Album Resurgam erscheint 2008. Auch hierbei handelt es sich um ein Instrumentalalbum. Gastbeiträge stammen von Why? und The One AM Radio.
2011 erscheint sein viertes Album Fever Dream über Anticon.

### Projekte mit anderen Musikern
Alias hat seit der Gründung von Anticon immer wieder Beitrage zu Label-Samplern oder Studioalben von Labelkollegen beigesteuert. So zum Beispiel zu dem Labelsampler Music for the Advancement of Hip Hop 1998 oder als Mitglied der Deep Puddle Dynamics 1999.
Zusammen mit Sole und DJ Mayonnaise erschien unter dem Projektnamen So-Called Artists 2001 das Album Paint by Number Songs über Mush Records.
2005 erschien unter dem Titel Lillian ein Album von Alias in Zusammenarbeit mit seinem Bruder Ehren unter dem Namen Alias & Ehren.
Ein Jahr später veröffentlichte Alias das in Zusammenarbeit mit der Sängerin Tarsier entstandene Album Brookland / Oaklyn unter dem Namen Alias & Tarsier.
2007 erschien das Album Collected Remixes, welches eine Zusammenstellung von Remixes von Alias für andere Künstler darstellt.

## Diskographie

### Soloalben
- 2002: The Other Side of the Looking Glass (Anticon)
- 2003: Muted (Anticon)
- 2008: Resurgam (Anticon)
- 2011: Fever Dream (Anticon)[4]
- 2014: Pitch Black Prism (Anticon)
- 2018: Less is Orchestra (Anticon) (with Doseone)

### EPs
- 2002: Three Phase Irony Double EP (6months)
- 2003: Eyes Closed EP (Anticon)
- 2008: Resurgam Residual EP (Anticon)
- 2014: Indiiggo EP (Anticon)[5]

### Remix-Alben und Mixtapes
- 2005: All Things Fixable (Goodwithmoney Recordings)
- 2007: Collected Remixes (Anticon)
- 2011: All Things Fixable 2.0 (Goodwithmoney Recordings)

### Alias & Ehren
- 2005: Lillian (Anticon)

### Alias & Tarsier
- 2006: Brookland / Oaklyn (Anticon)

### Deep Puddle Dynamics
- 1999: The Taste of Rain... Why Kneel? (Anticon)
- 2002: We Ain’t Fessin’ (Double Quotes) (EP; Anticon)

### So-Called Artists
- 2001: Paint by Number Songs (Mush Records)